# Rotstreifen-Salmler
Der Rotstreifen-Salmler (Hemigrammus rubrostriatus) ist eine kleine Fischart aus der Salmlerfamilie Acestrorhamphidae, die im Grenzgebiet zwischen Kolumbien und Venezuela vorkommt. Da die 2015 neu beschriebene Fischart anhand von Exemplaren beschrieben wurde, die ein Zierfischgroßhändler zur Verfügung gestellt hat, ist das genaue Verbreitungsgebiet nicht bekannt.

## Merkmale
Hemigrammus rubrostriatus erreicht eine maximale Standardlänge von 4,9 Zentimetern und ist damit ein relativ großer Vertreter der Gattung Hemigrammus. Er hat einen seitlich abgeflachten, langgestreckten Körper. Der Kopf ist relativ klein, die Augen sind relativ groß. Das Maul ist endständig. Die Prämaxillare ist mit zwei Zahnreihen ausgestattet. In der vorderen Reihe befinden sich 2 bis 4 konische oder dreispitzige Zähne, in der hinteren 5 oder 6 drei- bis sechsspitzige Zähne. Die Maxillare trägt ein bis vier konische oder dreispitzige Zähne. Im Unterkiefer sitzen vorne 4 große drei- bis sechsspitzige Zähne, dahinter liegt eine Reihe von 8 oder 9 kleinen konischen Zähnen. Die Schwanzflosse ist gegabelt.
Die Grundfärbung des Körpers ist graubraun, wobei der Rücken dunkler ist. Die Schuppen auf dem Rücken zeigen dunkle Ränder, sodass sich ein netzartiges Muster ergibt. Der Bauch ist silbrig bis gelblich. Die Iris ist oben rot und unten gelb. Außerdem verläuft ein senkrechter schwarzer Strich durch das Auge. Hinter dem Kiemendeckel befindet sich ein schwarzer Fleck. Er ist nicht immer gut zu sehen. Ein weiterer schwarzer Fleck befindet sich auf dem Schwanzstiel und auf der Schwanzflossenbasis. Er ist längsoval und deutlicher ausgeprägt als der Fleck hinter dem Kiemendeckel. Unterhalb dieses Flecks befindet sich ein weißer Fleck. Auf den Körperseiten verläuft der namensgebende rote Längsstreifen. Er reicht von der Oberkante des Kiemendeckels bis oberhalb des Schwanzwurzelflecks. Auf der transparenten Rückenflosse liegt ein schräger leicht rötlicher Streifen. Die übrigen Flossen sind farblos und transparent.
- Flossenformel: Dorsale ii/8-9, Anale iii/15-17, Pectorale i/9-11, Ventrale i/6-7, Caudale i,9–8,i.
- Schuppenformel: mLR 29-34.

## Systematik

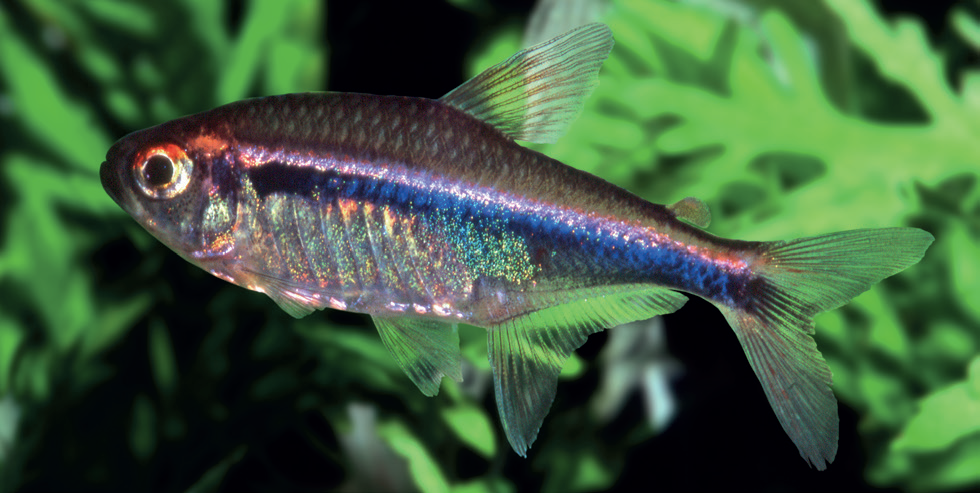
Hyphessobrycon agulha

Der Rotstreifen-Salmler wurde 2015 durch den deutschen Ichthyologen Axel Zarske erstmals wissenschaftlich beschrieben und dabei der Gattung Hemigrammus zugeordnet. Die Gattung Hemigrammus ist aber nicht monophyletisch, sondern besteht aus verschiedenen Kladen, die seit 2024 sogar unterschiedlichen Unterfamilien innerhalb der Familie Acestrorhamphidae zugeordnet werden. Während der Schwanzstrichsalmler (Hemigrammus unilineatus), die Typusart von Hemigrammus, und zahlreiche andere Arten der Gattung zur Unterfamilie Pristellinae gehören, gehört der Rotstreifen-Salmler zur Unterfamilie Hyphessobryconinae und bildet dort mit einigen Hyphessobrycon-Arten eine monophyletische Klade. Zu seinen näheren Verwandten gehören u. a. der Bellotti-Rotaugensalmler (Hemigrammus bellottii), Hyphessobrycon agulha, der Dreibandsalmler (H. heterorhabdus) und der Schwarze Neon (H. herbertaxelrodi).